# Banū Mūsā
Los hermanos "Banū Mūsā" («Hijos de Moisés») fueron Abū Jaʿfar, Muḥammad ibn Mūsā ibn Shākir (antes de 803-febrero de 873); Abū al‐Qāsim, Aḥmad ibn Mūsā ibn Shākir (d. siglo IX); y Al-Ḥasan ibn Mūsā ibn Shākir (d. siglo IX), tres eruditos persas del siglo IX que trabajaron en Bagdad durante la Edad de Oro del islam.
Son conocidos por su Libro de Dispositivos Ingeniosos que trata sobre autómatas (máquinas automáticas) y dispositivos mecánicos.
Otro trabajo importante de suyo es el Libro en la Medida de Planos y Figuras Esféricas, un trabajo fundacional sobre geometría que era frecuentemente citado por los matemáticos islámicos y europeos.
Los hermanos Banū Mūsā trabajaron en observatorios astronómicos establecidos en Bagdad por el califa abasí Al-Mamún a la vez que investigaban en la Casa de la Sabiduría. También participados en una expedición del siglo IX para hacer mediciones geodésicas y determinar la longitud de un grado.

## Vida
Los Banū Mūsā fueron tres hijos de Mūsā ibn Shākir, quien anteriormente había sido un bandolero y astrónomo en Jorasán, de pedigrí desconocido. Después de hacerse amigo de Al-Mamún, que era entonces gobernador de Jorasán y quedarse en Merv, Musa fue contratado como un astrólogo y astrónomo. Después de su muerte, sus jóvenes hijos fueron incluidos en la corte de Al-Mamún. Al-Mamún reconoció las capacidades de los tres hermanos y les matriculó en la Casa de la Sabiduría, una mezcla de biblioteca y centro de traducción en Bagdad.
Estudiando en la Casa de la Sabiduría bajo Yahya ibn Abi Mansur, participaron en los esfuerzos para traducir las obras de los antiguos griegos al árabe, enviando textos griegos del Imperio bizantino, pagando grandes sumas para su traducción, y aprendiendo griego ellos mismos.
En tales viajes, Muhammad conoció y reclutó al famoso matemático y traductor Thábit ibn Qurra. En algún momento Hunayn ibn Ishaq también formó parte de su equipo. Los hermanos patrocinaron a muchos científicos y traductores, a los que pagaban aproximadamente 500 dīnares al mes. Si no hubiera sido por los esfuerzos de los hermanos, muchos de los textos griegos que tradujeron se habrían perdido y olvidado.
Después de que la muerte de Al-Mamún, los Banū Mūsā continuaron trabajando bajo los califas Al-Mutásim, Al-Wathiq, y Al-Mutawakkil. Sin embargo, durante el reinado de Al-Wathiq y Al-Mutawakkil las rivalidades internas surgieron entre los eruditos de la Casa de la Sabiduría. En algún momento, los Banu Musa se convirtieron en enemigos de Al-Kindi, y contribuyeron a su persecución por Al-Mutawakkil. Más tarde fueron empleados por Al-Mutawakkil para construir un canal destinado a la nueva ciudad de al-Jafariyya.

## Matemática y mecánica
Los hermanos Banū Mūsā tenían una visión algo diferente a la de los griegos sobre el área de la circunferencia. En la investigación que tradujeron, los griegos consideraban los volúmenes y las áreas más en términos de proporciones, que en valores numéricos reales. La mayoría de ellos basó tales medidas en el tamaño relativo de otros objetos.
En una de sus publicaciones supervivientes, el Kitab Marifat Masakhat Al-Ashkal (El Libro de la Medida de Planos y Figuras Esféricas) los hermanos Banu Musa dieron valores numéricos de volumen y área. Esto evidencia que no solo estaban traduciendo y reproduciendo el material griego. De hecho estaban construyendo sobre conceptos y creando algunos trabajos originales propios.
La más popular de sus publicaciones fue Kitāb al-Ḥiyal (Libro de los trucos), mayoritariamente trabajo de Ahmad, el hermano mediano, que era un libro repleto con cien dispositivos mecánicos. Había algunas invenciones prácticas reales en el libro, como una lámpara que se atenuaba mecánicamente, alternando fuentes. Algunos de los dispositivos parecen ser réplicas de los antiguos trabajos griego, pero el resto eran mucho más adelantados que todo lo que habían hecho los griegos.

## Astronomía
Hicieron muchas observaciones y contribuciones al campo de astronomía, y escribieron casi una docena de publicaciones sobre su investigación astronómica. Hicieron muchas observaciones sobre el sol y la luna. Al-Mamún les envió al desierto en Mesopotamia para medir la longitud de un grado. También midieron la longitud de un año en 365 días y 6 horas.

## Política
A pesar de que no fueron famosos por su política, debe notarse que tenían intereses fuera del mundo de ciencia, principalmente el hermano mayor Muhammad. Fueron empleados por las califas en muchos proyectos diferentes, incluyendo el canal mencionado arriba, y formaron también parte de un equipo de 20 personas, contratado para construir la ciudad de al-D̲j̲unʿfariyya por encargo de Al-Mutawakkil. Asumir este tipo de proyectos civiles, naturalmente les involucró en la escena política de Bagdad. Sin embargo, el apogeo de la actividad política de Muhammad en el palacio vino en las últimas etapas de su vida, en una época en que los comandantes turcos empezaban para tomar control del estado.
Después de la muerte de Al-Mutawakkil. Muhammad ayudó Al-Musta'ín a conseguir el nombramiento en vez del hermano de la califa. Cuando el hermano del califa asedió la ciudad de Bagdad, Muhammad fue enviado para estimar el tamaño del ejército, y cuando terminó el asedio fue enviado para obtener los términos en que al-Mustaʿīn renunciaría al trono. Estas son evidencias del rango de Muhammad en esa época. Fue confiado y respetado por los más altos mandos de autoridad de la época.

## Trabajos
Los hermanos Banu Musa escribieron casi 20 libros, la mayoría de los cuales se han perdido.

### Autómatas
Entre sus logros más notables está su trabajo en el campo de la automatización, el cual utilizaron en juguetes y otras creaciones de entretenenimiento. Aquí mostraron avances importantes sobre los de sus predecesores griegos.
- El Libro de Dispositivos Ingeniosos describe 100 invenciones, de las cuales, las que han podido ser reconstruidas, funcionan según lo previsto. Aunque diseñadas principalmente con propósito de distracción, emplean tecnologías de ingeniería innovadora como válvulas de una y dos vías, capaces de abrirse y cerrarse por sí mismas, memorias mecánicas, dispositivos para responder a la retroalimentación, y retenciones. La mayoría de estos dispositivos operaban por presión de agua.[6]
- Qarasṭūn, un tratado sobre equilibrio de peso.[7]
- Sobre dispositivos mecánicos, un trabajo sobre dispositivos neumáticos, escritos por Ahmad.[7]
- Un libro sobre la descripción del instrumento que suena por sí mismo, sobre teoría musical.[7]

### Astronomía
- Libro sobre el primer movimiento de la esfera celestial (Cajaāb Ḥarakāt al‐falak al‐ūlā), conteniendo una crítica del sistema tolemaico. Muhammad en este libro negó la existencia de la 9.ª esfera ptolemaica, que Polomeo pensó era responsable del movimiento.[3]
- Libro sobre la prueba matemática por geometría que no hay una novena esfera fuera de la esfera de las estrellas fijas, por Ahmad.
- Libro sobre la construcción del astrolabio, citado por al-Biruni.[3]
- Libro sobre el año solar, era tradicionalmente atribuido a Thábit ibn Qurra, pero la investigación reciente ha demostrado que es obra de los Bani Musa.[3]
- Sobre la visibilidad de la luna creciente, por Muhammad.
- Libro sobre el principio del mundo, por Muhammad.
- Libro sobre el movimiento de las esferas celestiales (Cajaāb Ḥarakāt al‐aflāk), por Muhammad.
- Libro sobre astronomía (Cajaāb al‐Henoʾun), por Muhammad.
- Un libro de zij, por Ahmad
- Otro libro de zij, listado por los el Banu Musa, mencionado por Ibn Yunus.[2]

### Astrología

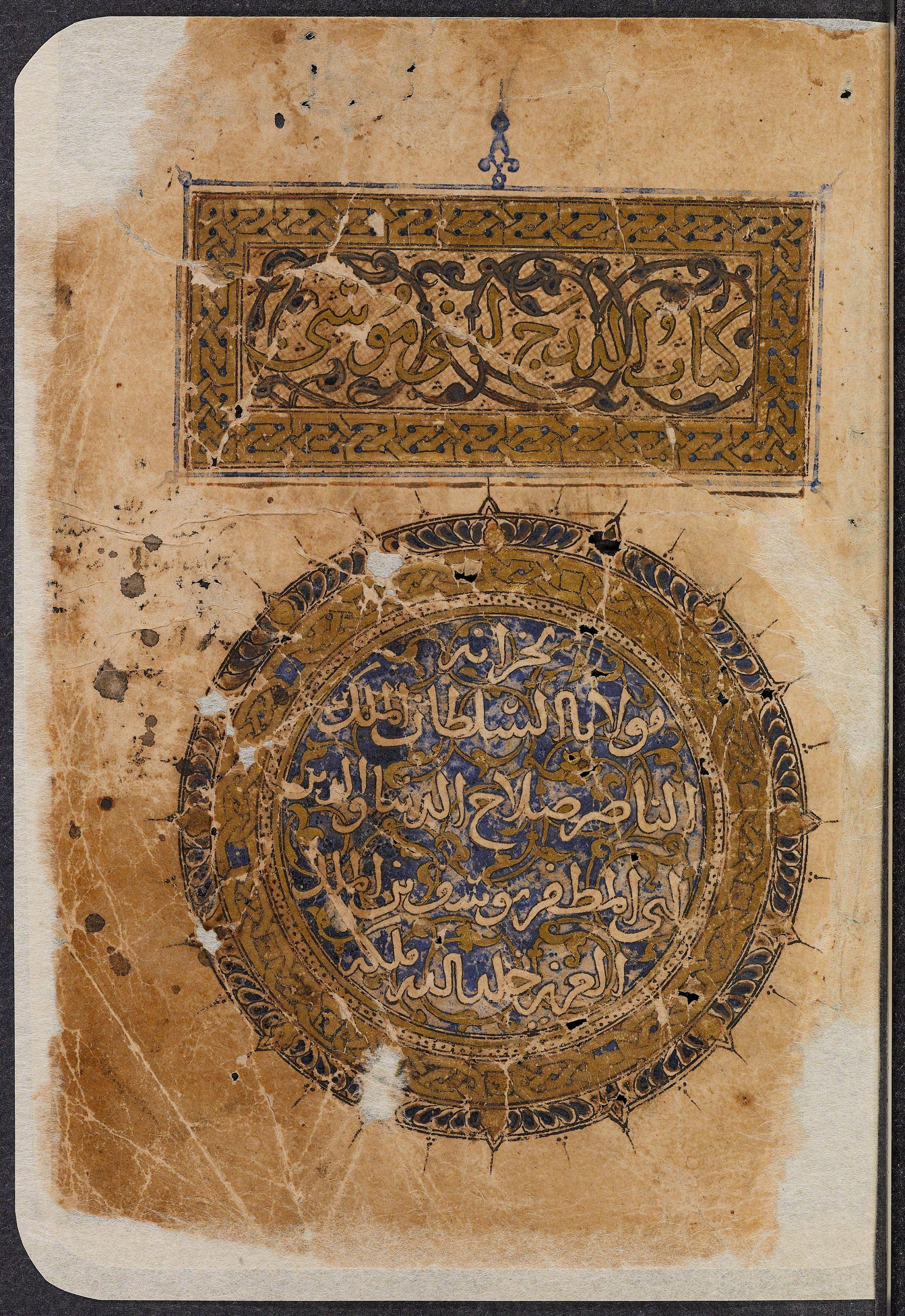
Cubierta de Cajaāb al-Daraj (El libro de grados), por Ahmad, tal como se encuentra en la biblioteca de Saladino, desde antes de 1193.

- Una traducción de un trabajo chino llamada Un Libro de Grados en la Naturaleza de Señales Zodiacales.
- Cajaāb al-Daraj (El libro de grados), por Ahmad.[3]

### Matemática
- Libro sobre la medida de planos y figuras esféricas, más tarde editados por Nasir al-Din al-Tusi en el siglo XIII. Una traducción latina por Gerardo de Cremona apareció el siglo XII bajo los títulos Liber trium fratrum de geometria y Verba filiorum Moysi filii Sekir. Este tratado sobre geometría fue utilizado extensamente en la Edad Media, citado por autores como Thábit ibn Qurra, Ibn al‐Haytham, Leonardo Fibonacci (en su Practica geometriae), Jordanus Nemorarius, y Roger Bacon.[3] Algunos teoremas incluidos en este libro no se han encontrado en ningún trabajo de los matemáticos griegos.[7]
- Secciones cónicas de Apolonio de Perge, una recensión de la obra griega, primera traducido al árabe por Hilāl al-ḥimṣī y Thábit ibn Qurra.[7]
- Libro sobre una figura redonda oblicua, el cual contiene una descripción del procedimiento utilizó para dibujar una elipse con una cuerda, ahora llamada la construcción del jardinero.[3]
- Razonamiento sobre la Trisección del ángulo, por Aḥmd.
- Un tratado conteniendo una discusión entre Ahmad y Sanad ibn ʿAli.
- Libro sobre una proposición geométrica probada por Galen.